# Stemmops lina
Stemmops lina là một loài nhện trong họ Theridiidae.
Loài này thuộc chi Stemmops. Stemmops lina được Herbert Walter Levi miêu tả năm 1955.